# Sośnica (Silésie)
Pour les articles homonymes, voir Sośnica.
Sośnica est une localité polonaise de la gmina de Woźniki, située dans le powiat de Lubliniec en voïvodie de Silésie.